# Samnomija (nádraží)
Samnomija je osobní železniční nádraží v Japonsku a nejvýznamnější Kóbské nádraží. Nádraží je napojené na Port Liner – nádraží Samnomija, Hankivskou Kóbskou trať – nádraží Kóbe - Samnomija, městskou linku S – stanice Samnomija, a Hanšinskou trať – stanice Kóbe - Samnomija.

## Historie
Nádraží je v provozu od 11. května 1874.

## Současnost

### Nástupiště
Nádraží má celkem 4 dopravní koleje.
| kolej | linka                                                                | směr                         |
| ----- | -------------------------------------------------------------------- | ---------------------------- |
| 1     | A Noční expresy, rychlíky, spěšné vlaky a několik regionálních vlaků | Ašija, Ósaka, Kjóto, Tókio   |
| 2     | A Regionální a městské vlaky                                         | Rokkómiči, Ašija             |
| 3     | A Regionální a městské vlaky                                         | Kóbe hlavní nádraží          |
| 4     | A Rychlíky, spěšné vlaky a několik regionálních vlaků                | Kóbe hlavní nádraží, Himedži |

### Vlakové trasy
- Tokkiu "Sunrise Idzumo/Seto": Noční expres. Expresní cena je potřeba.
- Tokkiu "Super Hakto": Rychlík. Expresní cena je potřeba.
- Tokkiu "Hamakaze": Rychlík. Expresní cena je potřeba.
- Tokkiu "Rak Rak Harima": Spěšný vlak. Expresní cena je potřeba.
- A  Šinkajsok: Spěšný vlak
- A  Kajsok: Regionální vlak
- A  Fucú: Městský vlak

Stav: 14. březen 2021 
| Průměrný interval (min) | Trasa na západ | Linka                      | Trasa na východ                                                                      | Průměrný interval (min) | Společnost |
| ----------------------- | --- | -------------------------- | ------------------------------------------------------------------------------------ | ----------------------- | ---------- |
|                         | | Tokkiu Sunrise Idzumo/Seto | Samnomija - Ósaka - Šidzuoka - Fuži - Numadzu -...- Tókio                            | jednou denně            | JR West    |
| 120                     | Kurajoši, Tottori -...- Kamigóri - Himedži - (Kakogava) - (Niši Akaši) - Akaši - (Kóbe) - Samnomija Vlak zastavuje v Kóbi, Niším Akaším a Kakogave jen jednou denně. | Tokkiu Super Hakto         | Samnomija - Ósaka - Šin Ósaka - Kjóto                                                | 120                     | JR West    |
| třikrát denně           | Tottori, Kasumi -...- Himedži - (Kakogava) - (Niši Akaši) - Akaši - Kóbe - Samnomija Vlak zastavuje v Niším Akaším a Kakogave jen jednou denně.                      | Tokkiu Hamakaze            | Samnomija - Ósaka                                                                    | třikrát denně           | JR West    |
| jednou denně            | Himedži - Kakogava - Ókubo - Niši Akaši - Akaši - Kóbe - Samnomija                                                                                                   | Tokkiu Rak Rak Harima      | Samnomija - Ósaka                                                                    | jednou denně            | JR West    |
| 15                      | (Akó, Aboši -...- ) Himedži - Kakogava - Niši Akaši - Akaši - Kóbe - Samnomija                                                                                       | A Šinkajsok                | Samnomija - Ašija - Amagasaki - Ósaka -...- Jasu,Nagahama                            | 15                      | JR West    |
| 15                      | Aboši, Kakogava -...- Hjógo - Kóbe - Motomači - Samnomija | A Kajsok                   | Samnomija - Rokkómiči - Sumijoši - Ašija - Nišinomija - Amagasaki -...- Jasu,Majbara | 15                      | JR West    |
| 7.5                     | Akaši, Suma -...- Hjógo - Kóbe - Motomači - Samnomija | A Fucú                     | Samnomija - Nada - Maja - Rokkómiči -...- Takacuki, Šidžónavate                      | 7.5                     | JR West    |

### Dopravní dostupnost
V okolí Samnomija JR nádraží se nacházejí 2 nádraží a 2 podzemní stanice.
| stanice                                       | linka                                        | směr                                         |
| --------------------------------------------- | -------------------------------------------- | -------------------------------------------- |
| Samnomija Port Liner nádraží                  | P Tramvaj (AGT)                              | Port Island                                  |
| Kóbe - Samnomija Hankiuvské nádraží           | HK Spěšný, Regionální a městský vlak a metro | Kóbe metro stanice, Rokkó, Nišinomija, Ósaka |
| Samnomija Metro stanice (podzemní)            | S Regionální vlak a metro                    | Park Minatogava, Tanigami                    |
| Kóbe - Samnomija Hanšinská stanice (podzemní) | HS Regionální a městský vlak a metro         | Kóbe metro stanice, Ivaja, Nišinomija        |

### Okolní objekty
Samnomija nádraží se nachází v centru města.
- Chrám Ikuta
- Chrám Samnomija